# Проклятие ведьмы
«Проклятие ведьмы» (англ. The Reckoning) — британский фильм ужасов 2020 года режиссёра Нила Маршалла с Шарлоттой Кирк и Шоном Пертви в главных ролях. Получил главным образом отрицательные отзывы критиков.

## Сюжет
Действие фильма происходит в Англии в 1665 году, во время эпидемии чумы. Женщину по имени Грейс арестовывают по подозрению в ведьмовстве и подвергают пыткам. В ходе расследования в неё и в самом деле проникает нечто дьявольское.

## В ролях
- Шарлотта Кирк — Грейс
- Шон Пертви — Джон Муркрофт
- Джо Андерсон — Джозеф
- Стивен Вэддингтон — Пендлтон
- Рик Уорден — преподобный Малкольм
- Марк Райан — Пек
- Билл Феллоуз — Саттер
- Сюзанн Мэгоуэн — Урсула
- Леон Окендэн — Мортон
- Сара Лэмби — Кейт
- Эмма Кэмпбелл-Джонс — Джейн Хоторн
- Иэн Уайт — Дьявол
- Максимилиан Слэш Мартон — подросток-конюх

## Создание и оценки
Съёмки фильма начались в 2019 году в Будапеште в Венгрии. Режиссёром фильма стал Нил Маршалл, главные роли сыграли Шарлотта Кирк и Шон Пертви, сценарий написали Маршалл, Кирк и Эд Эверс-Свинделл. Премьера состоялась 20 августа 2020 года на фестивале фантастических фильмов в канадском Монреале. 23 октября «Проклятие ведьмы» показали на Лондонском кинофестивале, в том же месяце — на фестивале Beyond Fest в США. 5 февраля 2021 года фильм вышел в театральный прокат, 6 апреля компания RLJE Films выпустила его на Blu-ray и DVD.
«Проклятие ведьмы» получило главным образом негативные отзывы. На сайте-агрегаторе рецензий Rotten Tomatoes его рейтинг составил всего 19 %. Обозреватель сайта russorosso.ro констатировал, что Нил Маршалл объединил в картине элементы психологического хоррора и исторической драмы, причём привнёс характерную для его режиссёрской манеры физиологичность. В итоге получилось плохо сбалансированное и затянутое повествование с оттенком «мелодрамы самого низкого пошиба», а Шарлотта Кирк к тому же заметно переигрывает. Рецензент всё же отметил наличие в фильме нескольких «стильных эпизодов» и «эффектных моментов».